# Álvares Florence (ort)
Álvares Florence är en ort i Brasilien.   Den ligger i kommunen Álvares Florence och delstaten São Paulo, i den södra delen av landet, 500 km söder om huvudstaden Brasília. Álvares Florence ligger 459 meter över havet och antalet invånare är 3 897.
Terrängen runt Álvares Florence är huvudsakligen platt. Álvares Florence ligger nere i en dal. Närmaste större samhälle är Votuporanga, 13,0 km sydväst om Álvares Florence.
Omgivningarna runt Álvares Florence är en mosaik av jordbruksmark och naturlig växtlighet. Runt Álvares Florence är det glesbefolkat, med 15 invånare per kvadratkilometer.